# Menticirrhus paitensis
Menticirrhus paitensis es una especie de pez de la familia Sciaenidae en el orden de los Perciformes.

## Morfología
• Los machos pueden llegar a alcanzar una longitud total de 40 cm.

## Alimentación
Se alimentan de gusanos, crustáceos y moluscos.

## Hábitat
Este pez vive en mares de climas tropicales.

## Distribución geográfica
Se encuentra en el Océano Pacífico oriental: desde México hasta el Perú.

## Observaciones
Es inofensivo para los humanos.